# Genius von Palermo

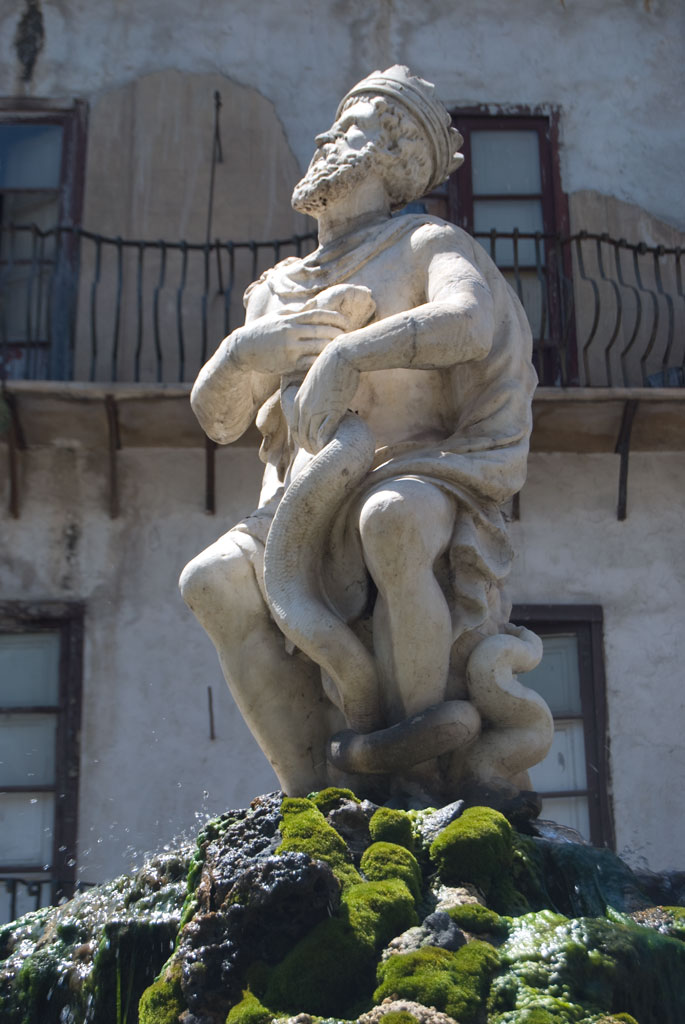
Genius der Piazza Rivoluzione

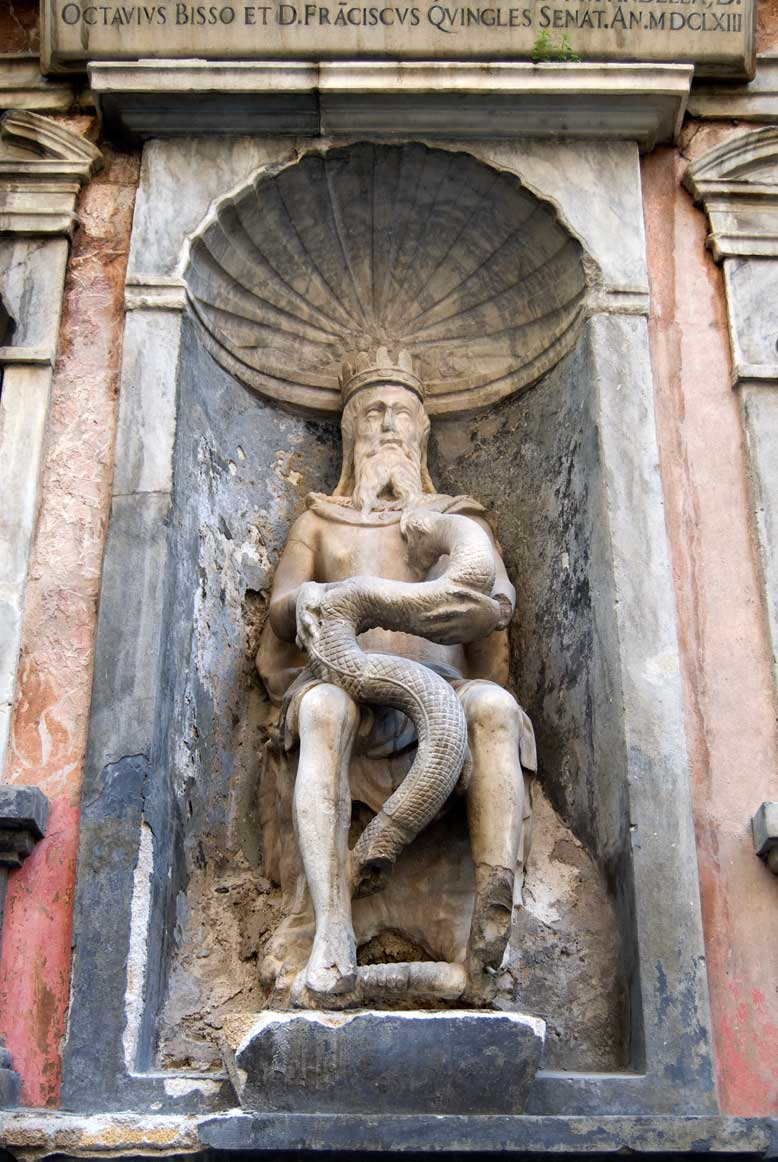
Genius del Garaffo

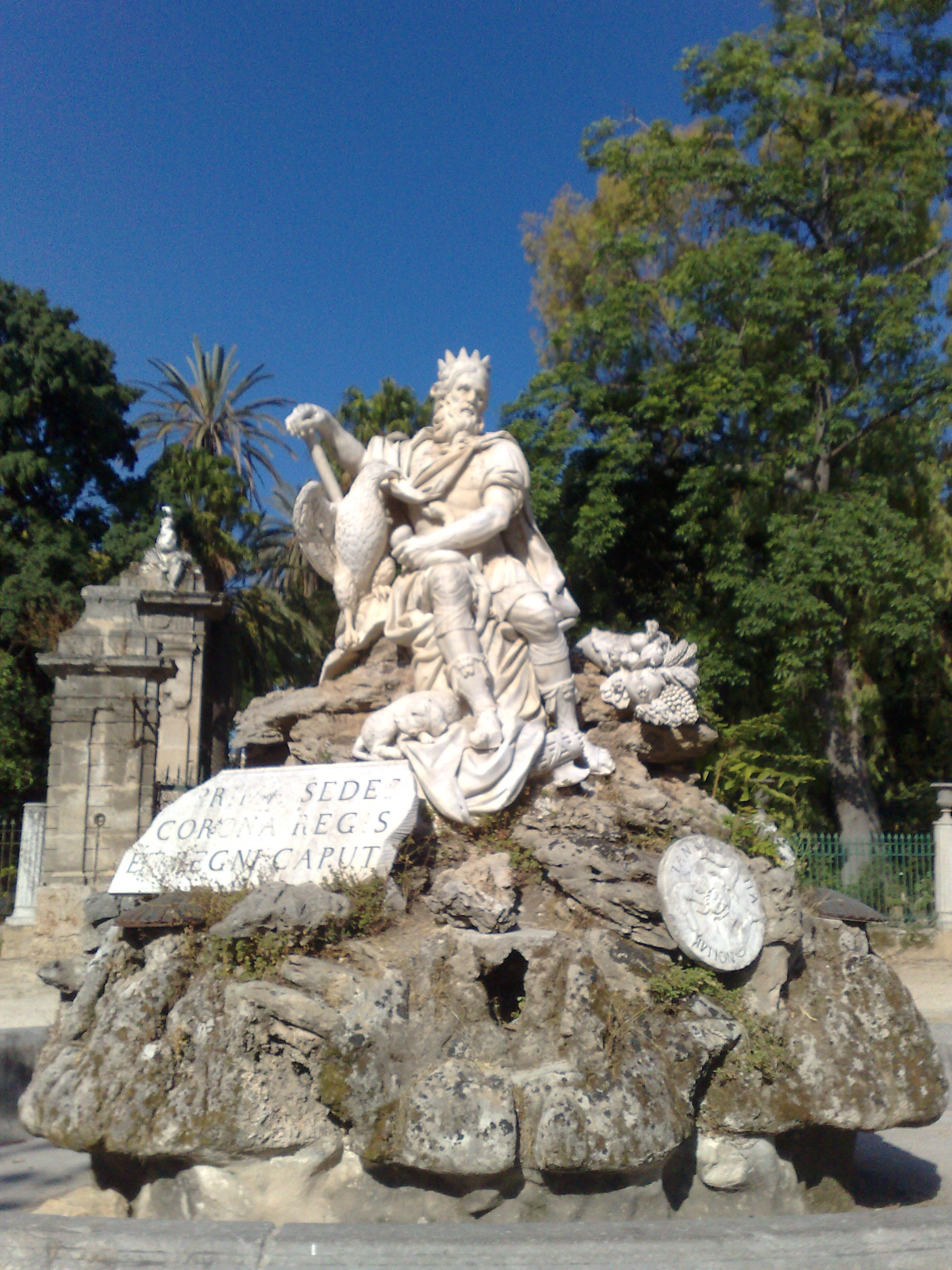
Genius der Villa Giulia

Der Genius von Palermo ist Wahrzeichen und Schutzpatron der Stadt Palermo. Er wird als alter Mann mit einer Krone und einem geteilten Bart dargestellt, der auf einem Thron sitzt und auf seinen Armen eine große Schlange hält, die ihn in die Brust beißt oder an ihr saugt.

## Herkunft und Bedeutung
Der Genius von Palermo ist eine der ältesten mythologischen Darstellungen der Stadt und eng mit dem Volksglauben verbunden. Es gibt zahlreiche Interpretationen dieser Gestalt.
Der Genius von Palermo stammt wahrscheinlich noch aus der prä-romanischen Zeit und wurde als Schutzpatron angerufen, bevor 1664 die Heilige Rosalia als christliche Ergänzung zur Schutzpatronin der Stadt ernannt wurde.
Nach den Aufständen Anfang des 19. Jahrhunderts und nach der Revolution 1848 bekam der Genius zunehmend die Bedeutung von Freiheit und Autarkie der Stadt Palermo von den Bourbonen. Dies betrifft besonders den Genius der Piazza Rivoluzione.

## Künstlerische Darstellungen
Außer zahlreichen kleinen Darstellungen in der Stadt, gibt es einige von herausragender künstlerischer Bedeutung, meistens sind es Skulpturen:
- Der Genius des Hafens: Es handelt sich um ein Hochrelief eines unbekannten Künstlers am alten Hafen, am Eingang der via Emerico Amari. Sie ist die älteste Darstellung.
- Der Genius der Fontana Pretoria auf der Säule in der Mitte der Fontäne, eine ursprüngliche Bacchus-Statue Francesco Camillianis, die von den palermitanischen Auftraggebern aber umgedeutet und am neuen Aufstellungsort um 1574 als Genius der Stadt installiert wurde.[1]
- Genius des Palazzo Pretorio, auch Palermu u nicu genannt - Palermo, der kleine. Die Skulptur ist Teil einer Figurengruppe am Eingang Palazzo Pretorio, in dem sich das Rathaus befindet.
- Genio del Garaffo oder Palermo lu grandi – auch di Palermo, der Große genannt, befindet sich auf der Piazetta Garaffo in der Vucciria. Die Skulptur befindet sich in der mittleren von drei Wandnischen einer Marmortafel, wobei sich in den beiden Nebennischen Heiligenfiguren befinden. Sie wurde am Ende des 15. Jahrhunderts von Pietro Bonitate angefertigt. Darüber befindet sich eine Tafel mit einer Inschrift.

- Genius der Piazza Rivoluzione
- Genius von Villagrazia, bzw. Villa Fernandez. Am Eingang zur Villa Fernandez befindet sich ein Bildhauerrelief aus dem 17. Jahrhundert, das dem Vorbild des Genio del porto folgt.
- Genius der Villa Giulia. In der Mitte der Gartenanlage befindet sich ein Springbrunnen mit einer aus Carrara-Marmor gehauenen Skulptur, die 1778 von Ignazio Marabitti angefertigt wurde.
- Genius der Apotheose im Ballsaal des Palazzo Isnello. Es handelt sich um ein Fresko, das von Vito d'Anna angefertigt wurde.
- Ein Mosaik des Genius von Pietro Casamassima zu Beginn des 19. Jahrhunderts befindet sich über dem Eingang der Capella Palatina.

## Nachweise
1. ↑  M.C. Ruggieri Tricoli: Le fontane di Palermo (nei secoli XVI-XVII-XVIII). Linee d'arte Giada, Palermo 1984, S. 81; F. Jonietz, The Semantics of Recycling. Cosimo Bartoli’s invenzioni for the Garden of Giovan Battista Ricasoli. In: Francesco Paolo Fiore, Daniela Lamberini (Hrsg.): Cosimo Bartoli (1503–1572). Leo S. Olschki, Florenz 2011, ISBN 978-88-222-6082-6, S. 297–325.